# Pèndol simple equivalent
És sempre possible trobar un pèndol simple el període sigui igual al d'un pèndol físic o compost donat; tal pèndol simple rep el nom de pèndol simple equivalent i la seva longitud  λ  rep el nom de longitud reduïda del pèndol físic.

## Deducció de la longitud reduïda

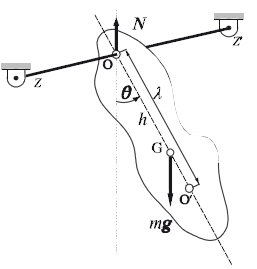
Figura 1. Pèndol físic ..

Si anomenem  h  a la distància del centre de gravetat (G) del pèndol a l'eix de suspensió ZZ 'i és  I   O  el moment d'inèrcia del pèndol respecte a aquest eix, el període de les oscil·lacions del Pèndol físic o compost, és
{\displaystyle T=2\pi {\sqrt {I_{\text{O}} \over mgh}}\qquad [1]}
L'expressió del període del pèndol simple de longitud  λ  és
{\displaystyle T=2\pi {\sqrt {\lambda  \over g}}\qquad [2]}
Igualant ambdues expressions obtenim
{\displaystyle \Lambda ={I_{\text{O}} \over mh}\qquad [3]}
Així, pel que fa al període de les oscil d'un pèndol físic, la massa del pèndol pot imaginar concentrada en un punt (O ') la distància a l'eix de suspensió és  λ . Aquest punt rep el nom de centre d'oscil·lació. Tots els pèndols físics que tinguin la mateixa longitud reduïda  λ  (respecte a l'eix de suspensió) oscil·laran amb la mateixa freqüència; ii, la freqüència del pèndol simple equivalent, de longitud  λ .